# Jean Boffety
Jean Camille Charles Boffety (Chantelle, 7 giugno 1925 – Parigi, 25 giugno 1988) è stato un direttore della fotografia francese.

## Riconoscimenti
- Premio César per la migliore fotografia
  - 1979: candidato - La merlettaia

## Filmografia parziale
- Un avvenimento sul ponte di Owl Creek (La Rivière du hibou), regia di Robert Enrico - cortometraggio (1962)
- Nuda per un delitto (Les yeux cernés), regia di Robert Hossein (1964)
- Una vampata di violenza (Les Grandes Gueules), regia di Robert Enrico (1966)
- Un mondo nuovo (Un monde nouveau), regia di Vittorio De Sica (1966)
- Sciarada per quattro spie (Avec la peau des autres), regia di Jacques Deray (1966)
- I tre avventurieri (Les aventuriers), regia di Robert Enrico (1967)
- Le 13ème caprice, regia di Roger Boussinot (1967)
- Oi voskoi, regia di Nikos Papatakis (1967)
- Je t'aime, je t'aime - Anatomia di un suicidio (Je t'aime, je t'aime), regia di Alain Resnais (1968)
- Criminal Face - Storia di un criminale (Ho!), regia di Robert Enrico (1968)
- L'amante (Les Choses de la vie), regia di Claude Sautet (1970)
- Da parte degli amici: firmato mafia! (Le Saut de l'ange), regia di Yves Boisset (1971)
- La via del rhum (Boulevard du rhum), regia di Robert Enrico (1971)
- È simpatico, ma gli romperei il muso (César et Rosalie), regia di Claude Sautet (1972)
- Il clan dei francesi (Les caïds), regia di Robert Enrico (1972)
- Gang (Thieves Like Us), regia di Robert Altman (1974)
- I cinesi a Parigi (Les Chinois à Paris), regia di Jean Yanne (1974)
- Tre amici, le mogli e (affettuosamente) le altre (Vincent, François, Paul... et les autres), regia di Claude Sautet (1974)
- Una donna da uccidere (Folle à tuer), regia di Yves Boisset (1975)
- Rose e François, regia di Yves Allégret (1976)
- Mado, regia di Claude Sautet (1976)
- La merlettaia (La dentellière), regia di Claude Goretta (1977)
- Morti sospette (Un papillon sur l'épaule), regia di Jacques Deray (1978)
- Una donna semplice (Une histoire simple), regia di Claude Sautet (1978)
- Quintet, regia di Robert Altman (1979)
- Labirinto (L'Homme en colère), regia di Claude Pinoteau (1979)
- Una brutta storia (Un mauvais fils), regia di Claude Sautet (1980)
- Bolero (Les uns et les autres), regia di Claude Lelouch (1981)
- Alzati spia (Espion, lève-toi), regia di Yves Boisset (1982)
- Le Gendarme et les gendarmettes, regia di Jean Girault e Tony Aboyantz (1982)
- Édith et Marcel, regia di Claude Lelouch (1983)
- Garçon!, regia di Claude Sautet (1983)
- Canicola (Canicule), regia di Yves Boisset (1983)